# Habanero 2da. Sección
Habanero 2da. Sección är en ort i Mexiko.   Den ligger i kommunen Cárdenas och delstaten Tabasco, i den sydöstra delen av landet, 600 km öster om huvudstaden Mexico City. Habanero 2da. Sección ligger 27 meter över havet och antalet invånare är 318.
Terrängen runt Habanero 2da. Sección är mycket platt. Runt Habanero 2da. Sección är det ganska tätbefolkat, med 75 invånare per kvadratkilometer. Närmaste större samhälle är Cárdenas, 8,1 km väster om Habanero 2da. Sección. Trakten runt Habanero 2da. Sección består till största delen av jordbruksmark.